# Coral Mata de Jonc
La Coral Mata de Jonc és una coral catalana creada l'any 1981, dirigida per Maria Teresa Giménez i Morell i Esther Doñate Gil, i formada per pares dels antics cantaires del cor infantil l'Espurna, part de la família de la Coral Sant Jordi. El seu repertori inclou cançons religioses i profanes, que abasten des del segle xiv, passant pel Renaixement, el Barroc, el Classicisme, el Romanticisme i també obres d'autors contemporanis. Durant la seva trajectòria musical, la Coral 'Mata de Jonc' ha realitzat nombroses actuacions a Catalunya, Galícia, Menorca, Astúries i també a Suïssa, República Txeca, Itàlia i França. Entre les seves obres, destaquen cançons populars procedents de Catalunya i també cants típics provinents de països estrangers.